# Torkeh Dārī
Torkeh Dārī (persiska: ترکه داری) är en ort i Iran.   Den ligger i provinsen Östazarbaijan, i den nordvästra delen av landet, 500 km nordväst om huvudstaden Teheran. Torkeh Dārī ligger 1 661 meter över havet och antalet invånare är 771.
Terrängen runt Torkeh Dārī är platt åt nordost, men åt sydväst är den kuperad. Runt Torkeh Dārī är det ganska glesbefolkat, med 43 invånare per kvadratkilometer. Närmaste större samhälle är Khvājeh, 13,5 km nordväst om Torkeh Dārī. Trakten runt Torkeh Dārī består i huvudsak av gräsmarker.